# 조상혁 (스피드스케이팅 선수)
조상혁(2001년 1월 12일~)는 대한민국의 스피드스케이팅 선수이다.

## 경력
조상혁은 2001년에 서울에서 태어났으며 은석초등학교 동대부중학교, 노원고등학교, 한국체육대학교를 졸업했다.
2019년 2월 대한민국 주니어 국가대표 선수로서 이탈리아 바셀가디피네에서 열린 2019년 세계 주니어 선수권 대회에 참가했으며 오상훈과 박성현과 함께 네덜란드팀의 뒤를 이어 단체 스프린트 은메달을 획득했다. 같은 해 11월에는 중화인민공화국 베이징에서 열린 월드컵 단체 스프린트에서 9위를 하면서 월드컵에 데뷔했다.
2025년 2월 중화인민공화국 하얼빈에서 열린 2025년 동계 아시안 게임에 참가하여 차민규와 김준호와 함께 단체 스프린트 은메달을 획득했다.